# Txomin Iturbe Abasolo
Domingo Iturbe Abasolo, né le 7 décembre 1943 à Arrasate et mort le 27 février 1987 à Berrouaghia, plus connu sous le nom de Txomin Iturbe, alias Txomin est un dirigeant de l'organisation armée Euskadi ta Askatasuna (ETA).

## Biographie
Il étudie dans un collège religieux, puis est apprenti dans l'entreprise Unión Cerrajera, partenaire capitaliste d'une entreprise de fabrication de tuyauteries. Il sera aussi le gardien de but de l'équipe de football Unión Deportiva Aretxabaleta et ensuite avec l'équipe de sa ville natale. De son époque de joueur de football vient l'expression aurrera bolie ("en avant la balle") avec laquelle il signait ses écrits alors qu'il était déjà dirigeant d'ETA, organisation dans laquelle il est entré jeune, semble-t-il avant d'effectuer son service militaire.
En décembre 1968, la garde civile découvre Txomin dans  une planque clandestine avec son compagnon etarre Unai Dorronsoro, qui était déjà fiché. Txomin réussit à s'échapper, mais l'événement lui a valu d'être démasqué comme membre d'ETA, ce qui a provoqué son exil au Pays basque français (Iparralde en euskara). Là, il épouse une autre fugitive, Maite Ormaetxea, avec qui il aurait trois fils. Il a été, avec Argala, le noyau de la faction militaire dans les luttes internes qui diviseront l'organisation en deux : ETA militaire et ETA politique. Il sera arrêté par la police française à plusieurs reprises.
En janvier 1975, il a fait l'objet d'une tentative d'enlèvement. En novembre de la même année, il a été l'objet d'un attentat à la bombe lapa duquel il est sorti indemne, mais qui a blessé un de ses fils. En 1976, il est sorti indemne d'un mitraillage, et a été blessé trois ans plus tard dans un attentat à Biarritz.
À la fin des années 1970, Txomin a été désigné par ETA comme interlocuteur préférentiel dans une hypothétique négociation avec le gouvernement espagnol. Le premier contact a eu lieu à Paris en 1984, sous le gouvernement de Felipe González. Txomin a été peu après confiné dans la ville de Tours, mais est retourné à la clandestinité jusqu'à son arrestation en 1986. Il a été expulsé vers l'Algérie, après un bref séjour à Libreville, la capitale du Gabon. À Alger, il a été de nouveau le principal interlocuteur d'ETA dans un dialogue avec le gouvernement espagnol qui n'a pas obtenu de résultats.
Le 1er mars 1987, a été rendu public le décès de Txomin, arrivé quelques jours plus tôt. D’après l'administration algérienne et ses propres compagnons déportés, Txomin est mort dans un accident de la route. Toutefois, on a spéculé sur la possibilité qu'il serait mort d'une chute alors qu'il effectuait des exercices dans un camp d'entraînement paramilitaire. Il a été enterré à Arrasate, sa ville natale, le 8 mars 1987, en dressant une chapelle ardente dans la mairie de cette localité. Les funérailles se sont déroulées dans la paroisse de San Juan. À la fin des funérailles, le cercueil a été transféré en manifestation à la place, que plusieurs milliers de personnes ont bloquée, ainsi que les alentours.
Des années après son décès, on a donné à la presse une certaine vision nostalgique de sa personne, considérée comme figure d'un militantisme plus doux ou idéaliste qu'il a abandonné pour une ligne plus dure en prenant des charges dans la direction d'ETA, le groupe appelé Artapalo.

### Sources et bibliographie
- (es) Cet article est partiellement ou en totalité issu de l’article de Wikipédia en espagnol intitulé « Domingo Iturbe Abasolo » (voir la liste des auteurs).
- Jean Chalvidant, ETA : L'enquête, éd. Cheminements, coll. « Part de Vérité », octobre 2003, 426 p. (ISBN 978-2-84478-229-8)
- (es) José María Benegas, Diccionario de Terrorismo, Madrid, Espasa Calpe, coll. « Diccionario Espasa », novembre 2004, 920 p. (ISBN 978-84-670-1609-3)
- Jacques Massey, ETA : Histoire secrète d'une guerre de cent ans, Paris, Flammarion, coll. « EnQuête », février 2010, 386 p. (ISBN 978-2-08-120845-2)